# Google Allo
Google Allo – komunikator internetowy stworzony przez amerykańskie przedsiębiorstwo Google. Do korzystania z komunikatora wymagany jest numer telefonu. Komunikator zawiera Asystenta Google, z którym użytkownik może chatować. Użytkownik może prowadzić rozmowy z wykorzystaniem gotowych fraz i naklejek emoji. Tryb rozmów incognito umożliwia szyfrowane rozmów oraz ich usunięcie z urządzenia po wyznaczonym przez rozpoczynającego rozmowę czasie. Aplikacja może również służyć wysyłaniu SMS-ów.
Google Allo zostało ogłoszone 18 maja 2016 roku, a 21 września komunikator został udostępniony. Aplikacja została zainstalowana ponad 10 milionów razy.
5 grudnia 2018 roku Google ogłosiło zakończenie wsparcia dla aplikacji w marcu 2019 roku ze względu na przeniesienie zasobów na rozwijanie aplikacji Messages oraz Hangouts. Przed zamknięciem, wypuszczona została aktualizacja pozwalająca na pobranie historii czatów. Aplikacja ostatecznie zakończyła działanie 14 marca 2019 roku, a strona internetowa komunikatora rekomenduje przeniesienie się na aplikację Messages.